# Miloslav Rozner
Miloslav Rozner (n. 29 martie 1977, České Budějovice, Republica Socialistă Cehă, Cehoslovacia) este un politician și om de afaceri ceh care este membru al Camerei Deputaților din octombrie 2017.

## Primii ani
Rozner a lucrat anterior într-o brutărie și într-o stație de benzină. A intrat în afaceri legate de cultură în anii 1990. Între 1996 și 2012 a organizat 887 de evenimente culturale.

## Cariera politica
Rozner a intrat în partidul Libertate și democrație directă și a devenit purtătorul de cuvânt al partidului în domeniul culturii și a fost principalul candidatul în Boemia de Sud pentru alegerile legislative din 2017. A participat la o dezbatere organizată de televiziunea cehă, unde discursul său a fost primit cu critici și râsete. El era vizibil nepregătit și părea că e confuz, avea probleme în a rosti propoziții coerente, nu era atent la întrebări sau ceea ce spuneau alții, cu întrebările care i s-au acordat punându-i mari probleme. El a răspuns la cele mai multe întrebări citind declarațiile pregătite de dinainte. Răspunsul său la una din întrebările care au primit multă atenție a fost „Sigur, poate că sunt total de neacord cu tine [sic]”. El a fost în cele din urmă ales.
După alegerea sa, Rozner a continuat să primească o atenție deosebită din partea mass-media. Întrebat despre strategia post-electorală a partidului său, el a răspuns: „Nu vreau să mă implic, așa că nu trebuie să-mi fac griji de felul prin care pot scăpa de situație și să risc să spun ceva greșit. Nu vreau să influențez nimic, voi vedea ce negociază Tomio pentru noi”.
La 22 noiembrie 2017, Rozner a devenit membru al Comisiei de mandate și imunitate.

## Satiră
Câteva citate de-ale lui Rozner au fost preluate din dezbateri și au devenit virale, iar Rozner a devenit o celebritate pe rețelele de socializare și țintă a „meme-urilor” și glumelor. O pagină satirică de pe Facebook, Miloslav Rozner - ministru al culturii, a fost creată la scurt timp după aceea și a atras mii de like-uri în câteva zile.
Un site satiric numit Ministrul Culturii a fost lansat la sfârșitul lunii octombrie 2017, sărbătorind unele citate făcute de către Rozner și găzduind înregistrări ale răspunsurilor lui Rozner.